# Dealul Zackel
Dealul Zackel este o arie protejată de interes național ce corespunde categoriei a IV-a IUCN (rezervație naturală de tip mixt), situată în sudul Transilvaniei, pe teritoriul județului Sibiu.

## Localizare
Aria naturală se află în partea central-vestică a județului Sibiu, pe teritoriul administrativ al comunei Slimnic, în imediata apropiere de drumul național DN14, care leagă municipiul Sighișoara de Sibiu.

## Descriere

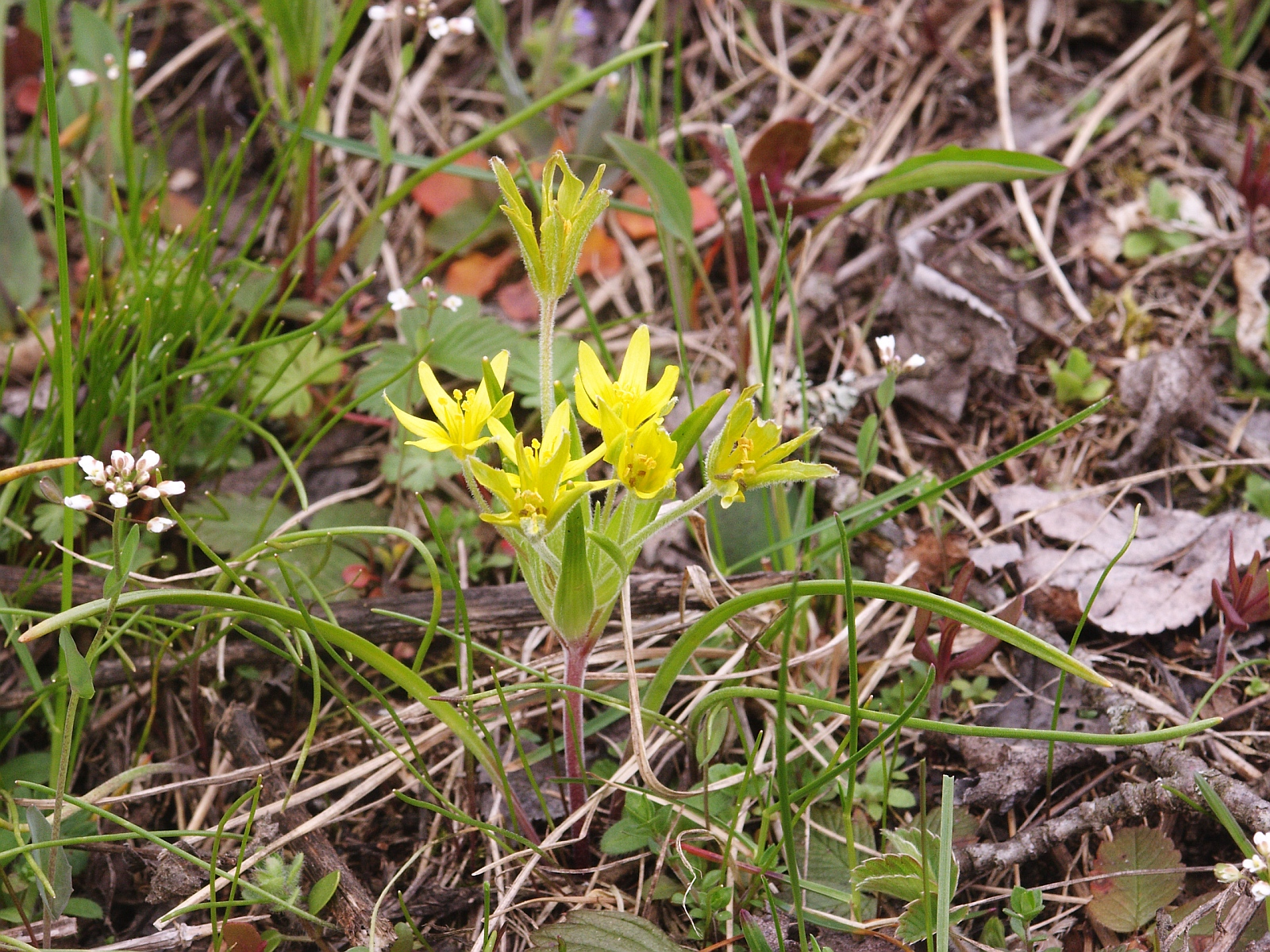
Ceapa ciorii (Gagea villosa)

Rezervația naturală cu o suprafață de 11 ha. a fost declarată arie protejată prin Legea nr. 5 din 6 martie 2000 (privind aprobarea Planului de amenajare a teritoriului național - Secțiunea a III-a - zone protejate, publicată în Monitorul Oficial al României, Nr.152 din 12 aprilie 2000) și este inclusă în situl de importanță comunitară - Insulele stepice Șura Mică - Slimnic.
Dealul Zackel reprezintă un areal natural ce adăpostește o gamă vegetală diversă, alcătuită din elemente specifice regiunilor de stepă; dintre care unele protejate la nivel european prin Directiva 92/43/CE (anexa I) din 21 mai 1992 - privind conservarea habitatelor naturale și a speciilor de faună și floră sălbatică); astfel: rușcuță de primăvară (Adonis vernalis), frăsinel (Dictamnus albus), ceapa ciorii (Gagea villosa), salvie (Salvia officinalis), colilie (Stipa capilata) sau hodolean tătăresc (Crambe tataria), precum și o faună bogată în insecte: albine, lăcuste, fluturi, cărăbuși, furnici.